# 日向正宗
日向正宗（ひゅうがまさむね）は、鎌倉時代に作られたとされる日本刀（短刀）。日本の国宝に指定されている。東京都中央区日本橋室町にある三井記念美術館が所蔵する。また、後述の経緯から大垣正宗とも呼ばれる。

## 概要

### 刀工・正宗について
鎌倉時代の刀工である正宗によって作られた短刀である。正宗は相模国鎌倉で活動していた刀工であり、同じく国宝である亀甲貞宗などの作品で知られる貞宗は正宗の弟子もしくは実子とされている。

### 堅田正宗から大垣正宗へ
元々近江堅田に2万石を領していた堅田広澄が所持していたことから堅田正宗と呼ばれていた。後に広澄より石田三成へ贈られ、さらに三成から妹婿にあたる福原長堯へ贈られた。長堯は関ヶ原の戦いでは大垣城の守備大将を担当し城を堅守していたが、長堯が属する西軍が敗戦したという一報が大垣城に届くと味方の離脱が相次ぎ、次第に戦況が悪化した。そこで、城を攻めていた東軍の水野勝成より、勝成の父である忠重を殺した加賀井重望の子供を引き渡すことを条件に、長堯の助命が提案された。長堯はこれに同意して大垣城を開城し、その際に本作も勝成の手に渡ったことから、大垣正宗と呼ばれるようになる。なお、長堯は出家して伊勢朝熊山で僧侶として過ごすこととなり、勝成は約束通り長堯の助命を家康に願い出たが、長堯が東軍の他の武将から恨みを買っていたことから、ついに自害を強要された。

### 日向正宗として伝来
勝成の手に渡った本作は、後に借金のカタとして紀州徳川家の許へ渡った。1652年（承応2年）12月に徳川頼宣は嫡男である光貞へ本作を贈った。紀州徳川家では勝成の武家官位が日向守であったことから、本作を日向正宗と名付けて代々受け継いでいた。明治維新以降も同家へ伝来していたが、1927年（昭和2年）に競売に出され、2,678円で三井男爵家が落札した。1941年（昭和16年）7月3日には当時の国宝保存法に基づく旧国宝に指定され、文化財保護法施行後の1952年（昭和27年）11月22日には同法に基づく国宝（新国宝）に指定された。指定名称は「短刀 無銘正宗（名物日向正宗）」。その後、公益財団法人三井文庫の所有となり、三井記念美術館に保管されている。

## 作風

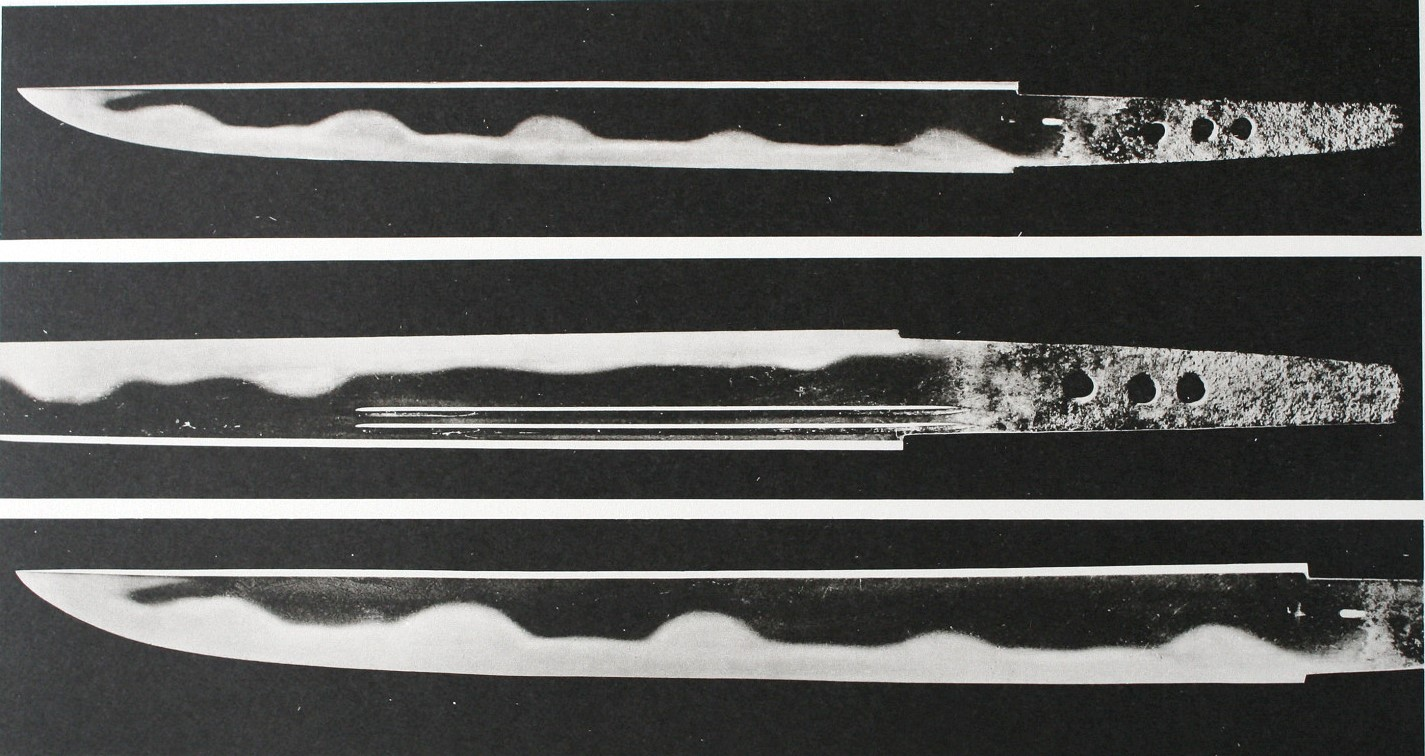

### 刀身
刃長（はちょう、刃部分の長さ）は24.7センチメートル、元幅（もとはば、刃から棟まで直線の長さ）2.2センチメートル、茎（なかご、柄に収まる手に持つ部分）長9.4センチメートル。
造込（つくりこみ）は平造（ひらつくり、鎬を作らない平坦な形状のもの）、三ツ棟（片刃の武器の棟〈背にあたる部分〉の断面形状が台形になるもの）。反りは無反り、もしくは、わずかに内反り（文献により異なる）。指裏（さしうら）には、護摩箸（ごまばし、刀身彫りの一種で平行する短い溝2本を彫ったもの）が彫られているが、これは本阿弥光徳の好みで彫り加えられたものとされている。
鍛えは小板目（こいため、板材の表面のような文様のうち細かく詰まったもの）肌がよく詰み、地沸（じにえ、平地の部分に鋼の粒子が銀砂をまいたように細かくきらきらと輝いて見えるもの）厚くつき、地景（ちけい、沸が地鉄の鍛え目に沿って連なって黒っぽく光るもの）入り、湯走り（平地に地沸が凝縮して白っぽく見えるもの）かかる。
刃文（はもん）は大模様で、湾れ（のたれ）主体に互の目（ぐのめ）をまじえ、箱形や耳形の刃文がまじる。荒めの沸（にえ）が輝き、刃中に金筋（きんすじ、地景と同様のものが刃中に見えるもの）に稲妻（金筋が屈曲したもの）しきりに入る。帽子（ぼうし、切先部分の刃文）は乱れ込み、丸めに返り、長く焼き下げる（帽子については「地蔵ごころ」とする文献もある）。
茎は生ぶで無銘。鑢目（やすりめ）は勝手下がり。茎尻は浅い剣形となる

## 付属する拵「葵唐草文漆絵小脇差」
日向正宗に付属する拵「葵唐草文漆絵小脇差」は、インターネットミュージアムによると江戸時代、三井記念美術館の展示キャプションによると1800年代の江戸時代から明治時代にかけて作られたものであり、日向正宗と同じく北三井家の旧蔵で現在は三井文庫の所有で三井記念美術館に所蔵されている。日向正宗の刀身は短刀であるが、拵は小脇差の形式であり、表に笄、裏に小柄が納まっている。鞘はトウや麻糸を巻き付けた「千段巻」風のデザインでありその上に黒漆を塗り固めている。さらにその上に葵唐草文を黒漆で塗り固めており「夜桜塗り」の技法で作られている。金具も精緻な葵唐草文である。